# 杭州石荠苧
杭州石荠苧（学名：Mosla hangchowensis）为唇形科石荠苧属下的一个种。一年生草本，产于浙江。